# North American Aviation
«Норт Аме́рикан» (англ. North American Aviation) — бывшая американская аэрокосмическая компания. Создала ряд знаменитых военных самолётов, в том числе учебный T-6 Texan, бомбардировщик B-25 Mitchell, истребители P-51 Mustang, FJ-1 Fury, F-86 Sabre, F-100 Super Sabre, экспериментальный F-107 Ultra Sabre; компания участвовала в создании "лунной" ракеты Сатурн-5.
В 1957 году «Норт Американ» предложили ВВС США программу замены парка стратегических бомбардировщиков Boeing B-52 Stratofortress на модель XB-70 Valkyrie (шестимоторный реактивный бомбардировщик, способный на полёт со скоростью 3 Маха на высоте 21 км, что делало его практически неуязвимым для истребителей противника), однако в итоге победил проект Rockwell B-1 Lancer.
В 1967 году слилась с Rockwell и продолжала существовать в виде авиационного подразделения Rockwell International;
в 1996 году была продана Boeing и включена в подразделение Boeing Integrated Defense Systems.